# Decalajul Lucas
Decalajul Lucas este o măsură economică ce reflectă cât de mult ar fi putut crește produsul intern brut (PIB) dacă economia ar fi evoluat conform potențialului său maxim. Acesta cuantifică pierderile economice cauzate de politici ineficiente sau suboptime, subliniind costurile de oportunitate pe termen lung. Termenul își are originea în economistul american Robert E. Lucas Jr., laureat al Premiului Nobel pentru științe economice în 1995, pentru contribuțiile sale la teoria așteptărilor raționale.
Decalajul Lucas se calculează prin compararea PIB-ului efectiv cu PIB-ul potențial acumulat pe o perioadă de timp, folosind ratele de creștere istorică și optimă. Spre deosebire de alte măsuri economice, acesta subliniază impactul pierderilor economice pe termen lung, având un caracter cumulativ. În timp, aceste pierderi se amplifică exponențial, evidențiind nu doar starea economică prezentă, ci și consecințele pe termen lung ale ineficienței politice.
Decalajul Lucas nu trebuie confundat cu diferența descrisă de legea lui Okun. În timp ce Legea lui Okun măsoară decalajul pe termen scurt dintre PIB-ul efectiv și PIB-ul potențial realizabil în condiții de ocupare deplină, decalajul Lucas reflectă pierderile structurale și cumulative cauzate de o creștere economică persistent sub potențial. Prin urmare, decalajul Lucas tinde să fie mai mare decât diferența conform Legii lui Okun, având implicații mai profunde asupra economiei.
Relevanța decalajului Lucas constă în lecțiile sale pentru politica economică. Deși multe politici economice vizează atingerea ocupării depline a forței de muncă, decalajul Lucas arată că acest obiectiv este insuficient. Politicile economice trebuie să promoveze inovația, să sporească eficiența și să optimizeze investițiile pe termen lung, reducând astfel decalajul Lucas și asigurând o creștere economică sustenabilă.
Decalajul Lucas este frecvent exprimat în termeni per capita pentru a ilustra impactul asupra nivelului de trai individual. Această abordare subliniază că, în absența decalajului, standardul de viață al fiecărei persoane ar fi fost considerabil mai ridicat, reflectând implicațiile economice ale ineficiențelor la nivel macroeconomic și individual.